# 愛、テキサス
「愛、テキサス」（あい、テキサス）は、日本のアイドル、山下智久の5枚目のソロシングル。

## 概要
前作「はだかんぼー」から約1年1ヶ月ぶりのシングルであり、アイドルグループNEWS脱退後初のシングル。また、本作よりソロデビュー当初から所属していたジャニーズ・エンタテイメントを離れ、ワーナーミュージック・ジャパンに移籍した。
初回限定盤A、初回限定盤B、通常盤、山下智久SHOP限定盤、ローソン限定盤の5形態で発売。
表題曲「愛、テキサス」は、相対性理論による楽曲提供で自身主演のTBS系ドラマ『最高の人生の終り方〜エンディングプランナー〜』の主題歌。
2012年3月12日付オリコン週間シングルチャートで前作「はだかんぼー」の6.8万枚を上回る12.6万枚を売上げ初登場1位を記録した。

## 収録曲

### CD
1. 愛、テキサス [3:31]
作詞：ティカ・α、作曲：永井聖一、編曲：やくしまるえつこ・永井聖一
2. Candy [3:07]
作詞：Elvis Woodstock、作曲・編曲：HAN JAE HO・KIM SEUNG SOO・AN JUN SUNG
3. PERFECT CRIME [3:23]
作詞：Kenn Kato、作曲：corin.、編曲：Jeff Miyahara
通常盤のみ収録。
4. 愛、テキサス（Instrumental）
5. Candy（Instrumental）

### DVD

#### 初回限定盤A
1. 「愛、テキサス」Music Video

#### 山下智久SHOP限定盤
1. ジャケット撮影・Music Video撮影メイキング映像

### 特典

#### 初回限定盤B
- 24Pフォトブックレット

#### 山下智久SHOP限定盤
- 山下智久SHOP限定B2サイズ告知ポスター

#### ローソン限定盤
- チェンジングジャケット5枚セット封入